# Церковь Воскресения Христова (Таруса)
Церковь Воскресения Христова — православный храм в городе Тарусе Калужской области. Входит в 6-е Тарусское благочиние Калужской епархии.
Расположена по адресу улица Ефремова, 13А.
Престолы в церкви — Воскресения Христова, Димитрия Ростовского, Иоанна Кронштадтского, Боголюбской иконы Божией Матери.
Возведена из кирпича, относится к типу восьмерик на четверике.
Самое старое здание в городе

## История
Изначально была храмом пригородного села Воскресенское. Была сожжена вместе с селом во время нашествия Давлет-Гирея.
Строительство современного каменного здания церкви относится к началу XVIII века, позже оно расширялось. В 1898—1903 годах была перестроена в русском стиле, возведены новая трапезная, шатровый купол и колокольня.
В 1934 году богослужения в церкви были прекращены, помещение использовалось под хозяйственные нужды. Наталия Крандиевская, тарусянка с 1936 года, писала в воспоминаниях:

Кружево крестов на закате солнца поражало своим тончайшим замысловатым узором. Когда плыли по Оке на лодке, эта красавица рисовалась силуэтом на ещё светлом, розовом от заката солнца небе. При советской власти и эта маленькая церквушка была обезглавлена и затянута ржавым железом. На облупившихся стенах размашисто написано: «Пекарня».
В 1988 году церковь возвращена верующим, вновь были возведены купол церкви, колокольня, крестильня, водружены кресты. При возрождении церкви в 1990-е годы росписи стен выполнила Ирина Старженецкая
В 1997 году у церкви установлен большой каменный поклонный крест работы Анатолия Комелина в память православных христиан, похороненных на несохранившемся кладбище у храма, а также принимавших участие в воссоздании храма, но не доживших до его завершения.